# Russian Film Week
Russian Film Week je londýnský filmový festival založený v roce 2016 a je v současné době největší ruskou filmovou a kulturní akcí mimo území Ruska. Festival je podporován Ministerstvem kultury Ruské federace a Britským koncilem a usiluje k propagaci ruského filmu mezinárodnímu publiku, podporuje Rusko-Evropskou filmovou produkční spolupráci a buduje kulturní vazby mezi Ruskem a Spojeným královstvím.
Festival zachycuje nejen ruské, ale i koprodukční filmy, krátké filmy, dokumenty a animované filmy. Navíc program festivalu zahrnuje vedlejší události jako Den koprodukce (rusky День Копродукции), mistrovská díla oceněných tvůrců, přednášky, výstavy a jiné zábavné akce pro filmové tvůrce, dysstributory a diváky, jak z Ruska, tak z Evropy. Roku 2016 pozvaní filmoví tvůrci, včetně Anny Melikjan, Renaty Litvinové, Alekseje Učitele, Johnny O’Reilly, Very Glagolevé zaklaatele Raindance Film Festivalu Elliot Grove, který je jedním z patronů tohoto festivalu.
Ceremoniál ocenění zlatého jednorožce zakončuje festival oceněním v 10 kategoriích a je držena ve formátu charitativní společenské události, která podpoří jednu z vybraných charit – roku 2016 to by lGift of Life UK. Ceny za nejlepší film, nejlepšího herce a herečku byly uděleny filmu Student (rusky Ученик) od Kirila Seberennikova a jeho hlavnímu herci Pjotru Skvorcovi a Renatě Litvinové za její roli ve filmu Anny Melikjan O lásce (rusky Про любовь).
V roce 2017 se film bude konat mezi 19. a 26. listopadem.

## Místo konání
Russian Film Week festival se koná na několika místech Londýna a Cambridgeské univerzity. V Londýně se festival koná na místech jako Regent Street Cinema, Pushkin House a Russia House in UK.